# أخلاقيات المسار
تحدد أخلاقيات المسار نطاقات السلوك المناسبة للمتنزهين على الطريق العام. وهو مشابه لكل من الأخلاقيات البيئية وحقوق الإنسان من حيث أنه يتعامل مع التفاعل المشترك بين البشر والطبيعة. هناك العديد من الوكالات والمجموعات التي تدعم وتشجع السلوك الأخلاقي على المسارات.
تنطبق أخلاقيات المسار على استخدام الممرات من قبل المشاة، والمشاة مع الكلاب، والمتنزهين، والرحالة، وسائقي الدراجات الجبلية، والفروسيين، والصيادين، ومركبات الطرق الوعرة.

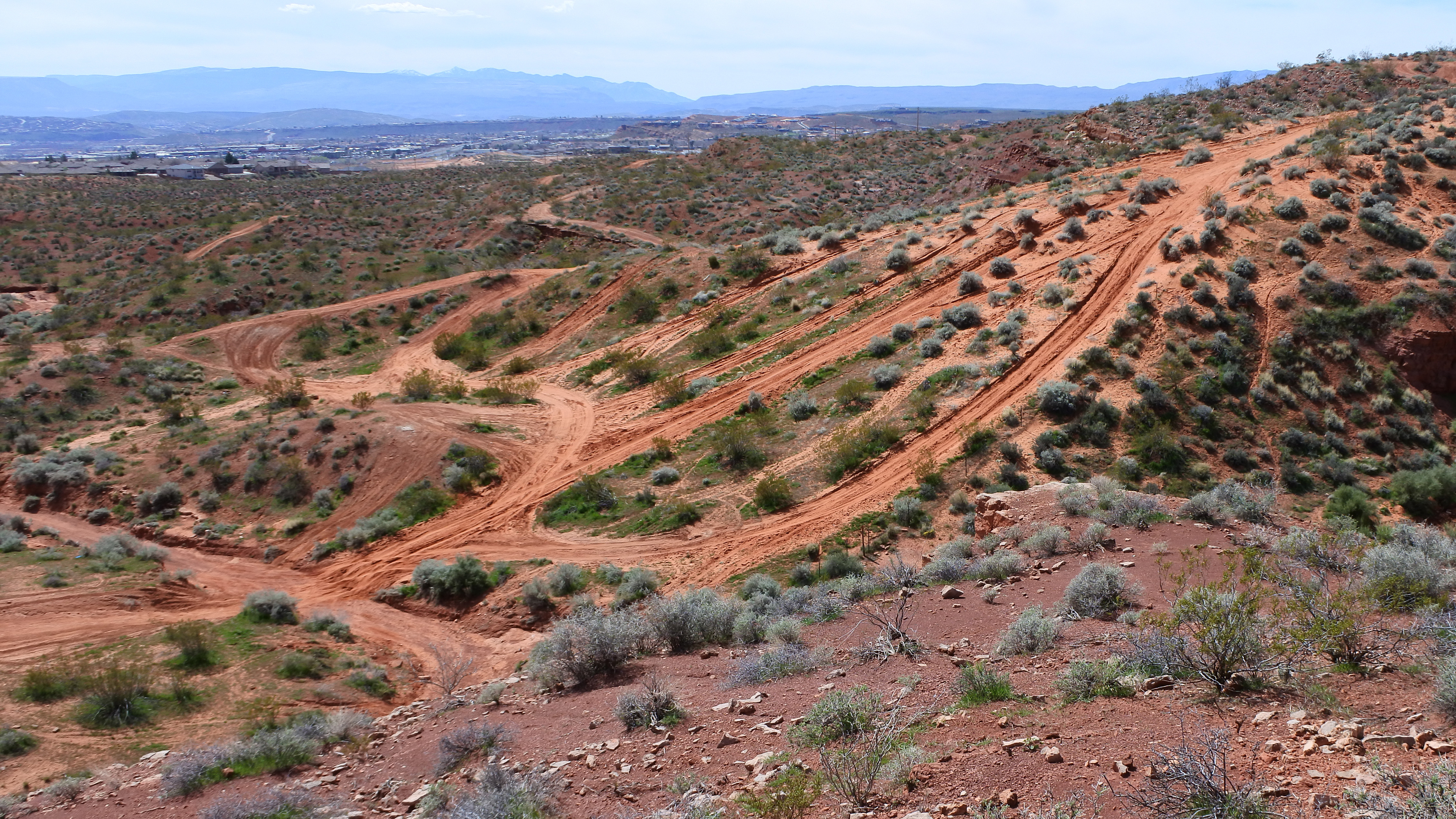
تأثير المركبات على الطرق الوعرة في جنوب غرب ولاية يوتا.

## آداب

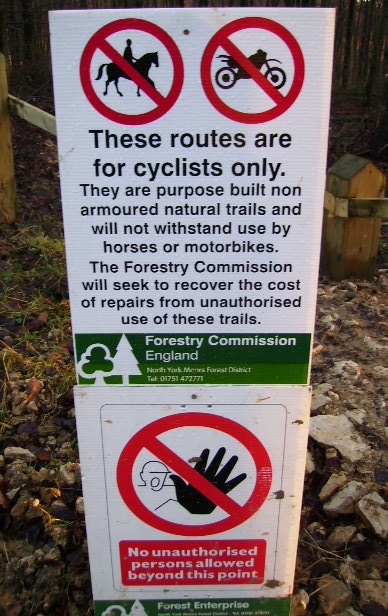
في بعض الأحيان يتم تنظيم استخدام المسار.

في بعض الأحيان يمكن أن تنشأ صراعات بين أنواع مختلفة من مستخدمي المسار أو المسار. لقد تطورت الآداب لتقليل مثل هذا التدخل. الامثله تشمل:
- عندما تلتقي مجموعتان على طريق شديد الانحدار، فقد تطورت عادة في بعض المناطق حيث يكون للمجموعة التي تتحرك صعودًا حق الأولوية.[3]
- يتجنب مستخدمو المسار عمومًا إصدار أصوات عالية، مثل الصراخ أو المحادثة بصوت عالٍ أو تشغيل الموسيقى أو استخدام الهواتف المحمولة.[3]
- يميل مستخدمو المسار إلى تجنب التأثير على الأرض التي يسافرون عبرها. يمكن للمستخدمين تجنب التأثير من خلال البقاء على المسارات الثابتة والأسطح المتينة وعدم قطف النباتات أو إزعاج الحياة البرية وحمل القمامة. تقدم حركة "لا تترك أي أثر" مجموعة من الإرشادات للمشي لمسافات طويلة ذات التأثير المنخفض: "لا تترك شيئًا سوى آثار الأقدام. لا تلتقط شيئًا سوى الصور. لا تقتل شيئًا سوى الوقت. لا تحتفظ إلا بالذكريات".
- يعد إطعام الحيوانات البرية أمرًا خطيرًا ويمكن أن يسبب ضررًا لكل من الحيوانات والأشخاص الآخرين.[4]
- يجب على سائقي الدراجات الجبلية أن يخضعوا لكل من قوانين المتنزهين وراكبي الخيول (الفروسيين)، ما لم يتم تحديد المسار بوضوح ووضع علامة عليه للسفر بالدراجة فقط. المتنزهون يستسلمون للفروسية.

## مسارات في المناطق الحضرية

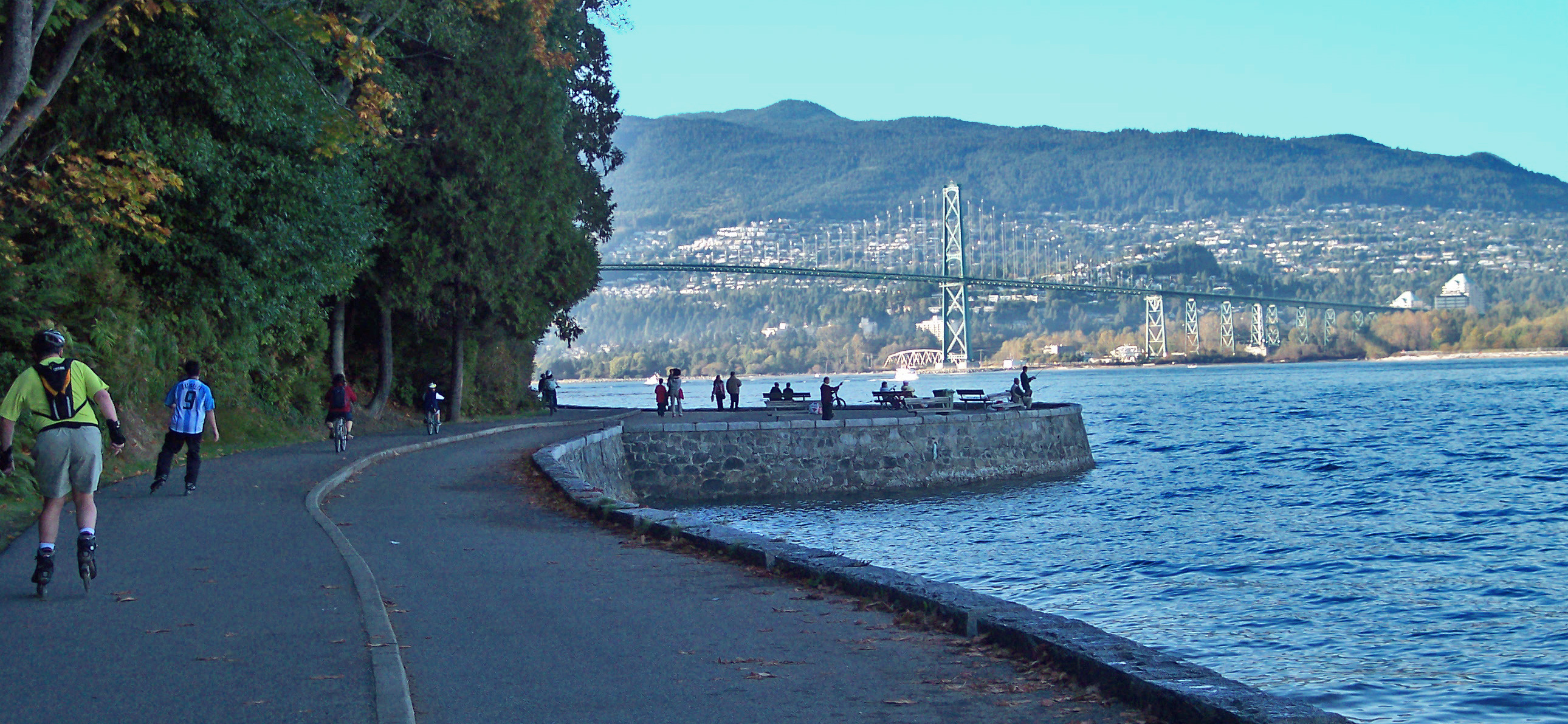
مسار السور البحري في ستانلي بارك، فانكوفر، كولومبيا البريطانية. وهو مقسم للفصل بين المتزلجين والمشاة

وعملت بعض المدن على إضافة ممرات للمشاة وراكبي الدراجات. هذا يمكن أن يقلل من كمية حركة مرور المركبات في المناطق الحضرية المزدحمة، ويجعل زيارة مناطق وسط المدينة أكثر متعة. قد تكون هناك صعوبات عندما يستخدم المسار أشخاص يسافرون بسرعات مختلفة، مثل المشاة والركضين وراكبي الدراجات، والآداب المناسبة لم يلاحظ.

## مركبات على الطرق الوعرة
في الولايات المتحدة، تعرض استخدام المركبات على الطرق الوعرة على الأراضي العامة لانتقادات من قبل بعض أعضاء الحكومة والمنظمات البيئية بما في ذلك نادي سييرا وجمعية الحياة البرية. لقد لاحظوا العديد من عواقب الاستخدام غير القانوني لـ ORV مثل التلوث, تلف الممرات، تآكل، تدهور الأراضي، انقراض الأنواع المحتمل, وتدمير الموائل  مما قد يترك مسارات المشي لمسافات طويلة غير سالكة. يجادل مؤيدو (ORV) بأن الاستخدام القانوني الذي يحدث في ظل الوصول المخطط له إلى جانب الجهود المتعددة للحفاظ على البيئة والمسارات من قبل مجموعات (ORV) سوف يخفف من هذه المشكلات. مجموعات مثل تحالف بلوريبون تدافع عن (Treadlightly)، وهو الاستخدام المسؤول للأراضي العامة المستخدمة في الأنشطة على الطرق الوعرة.

## أنظر أيضا
- تعامل بحذر!
- لا تدع أي أثر
- "قواعد المسار" (كما هو مطبق في ركوب الدراجات الجبلية )
- مسارات نظيفة
- أخلاقيات الحفظ
- الأخلاقيات البيئية

## روابط خارجية
- مسارات نظيفة
- أخلاقيات المسار - القواعد المستندة إلى أونتاريو
- يتم توفير أخلاقيات المسار بواسطة: Leave No Trace, Inc.
- آداب درب في عصر لي